# Menemerus paradoxus
Menemerus paradoxus är en spindelart som beskrevs av Wesolowska, van Harten 1994. Menemerus paradoxus ingår i släktet Menemerus och familjen hoppspindlar. Inga underarter finns listade i Catalogue of Life.